# Oxygène (bande dessinée)
Pour les articles homonymes, voir Oxygène (homonymie).
Oxygène est une série de bande dessinée française de science-fiction.
- Scénario : François Debois
- Dessins et couleurs : Julien Gallot

## Albums
- Tome 1 : La Bulle (2005)
- Tome 2 : Poursuite ! (2007)

## Publication

### Éditeurs
- Delcourt (Collection Neopolis) : Tomes 1 et 2 (première édition des tomes 1 et 2).